# Загор'я (Печорський район)
Загор'я (рос. Загорье) — присілок в Печорському районі Псковської області Російської Федерації.
Населення становить 8 осіб. Входить до складу муніципального утворення Новоізборська волость.

## Історія
Від 2015 року входить до складу муніципального утворення Новоізборська волость.

## Населення
| 2001 | 2002 | 2010 |
| ---- | ---- | ---- |
| 11   | ↘7   | ↗8   |